# علي عبد الأمير صالح
علي عبد الأمير صالح (1955) هو قاص ومترجم وطبيب أسنان عراقي.من مواليد مدينة الكوت / محافظة واسط 1955. بدأ مسيرته الأدبية في منتصف سبعينات القرن العشرين بكتابة القصة القصيرة وقصص الأطفال.

## نشأتة وتعليمة
ولد علي عبد الأمير صالح في مدينة الكوت مركز محافظة واسط في سنة 1955، ترعرع فيها واكمل دراسته الابتدائية والثانوية ثم نال درجة البكالوريوس في طب وجراحة الفم والاسنان / جامعة بغداد سنة 1978. الا انه بدأ مسيرته الادبية في منتصف عقد السبعينيات من القرن الماضي فكتب حينذاك عدداً من القصص القصيرة وقصص الأطفال. ثم شرع يترجم الدراسات النقدية والقصص القصيرة والروايات. وهو ما يزال يمارس عمله بوصفه طبيب اسنان اقدم في أحد مستشفيات الكوت فضلاً عن عيادته الخاصة. وهو الآن أحد الرموز الادبية والثقافية البارزة في محافظة واسط. نال جائزة الترجمة من وزارة الثقافة العراقية سنة 2001 عن رواية «طبل من صفيح» للكاتب الألماني گونتر گراس الحائز على جائزة نوبل للآداب سنة 1999.
إضافة إلى الرواية المذكورة انفاً قام بترجمة رواية «حفلة القنبلة» للكاتب البريطاني گراهام گرين و «قط وفأر» لـ گونتر گراس، ايضاً.. ناهيك عن عشرات القصص القصيرة والدراسات الادبية المترجمة التي نشرت في الصحف والمجلات العراقية والعربية والاوربية. اما في مجال التاليف فقد اصدر مجموعته القصصية «الهولندي الطائر» عن اتحاد الكتاب العرب في دمشق، تقع المجموعة في (176) صفحة من القطع المتوسط وتضم ست عشرة قصة قصيرة كتبها بين سنتي 1975 و1998.

## مؤلفاته
- الهولندي الطائر (قصص - دمشق 2000)
- خميلة الأجنة (رواية - بيروت 2008)
- أرابيسك (رواية - عمّان 2009)
- يمامة الرسام (قصص - بيروت 2010)[2]
- العوالم الثلاثة: تجربتي في الكتابة والترجمة والنقد (دمشق، 2018)
- ثقافة واسط: الماضي والحاضر (جزءان) (دمشق، 2017)

## أعماله المترجمة
- حفلة القنبلة (رواية - غراهام غرين - بغداد 1989)
- طبل من صفيح (رواية - غونتر غراس - بغداد 2000)
- قط وفأر (رواية - غونتر غراس - بغداد 2001)
- قل لي كم مضى على رحيل القطار (رواية - جيمس بولدوين - القاهرة 2003)
- جبل السحر (رواية / ثلاثة أجزاء - توماس مان - بغداد 2007)، الجبل السحري (بيروت، 2010)
- دلتا فينوس (رواية - أناييس نن، دمشق 2007)
- حدائق النصوص (نقد - مجموعة من الكتاب - دمشق 2009)
- بريدا (رواية - باولو كويلو - دمشق 2009)
- البحيرة (رواية - ياسوناري كاواباتا - 2010)
- المليونير المتشرد (رواية - فيكاس سواراب - بيروت 2010)
- عزيزي غابرييل (رواية - هالفدان و. فريهو - بيروت 2010)
- السبت (رواية - إيان مكيوان - دمشق 2010)
- نساء في الأدب - حوارات مع 20 كاتبة عالمية (بيروت 2011)
- خيول مرقطة وقصص أخرى - مجموعة من الكتاب (دمشق 2011)
- سيرة ذاتية مبكرة - يفجيني يفتوشنكو (دمشق 2011)[2]
- الآثم المقدس/ رواية مترجمة/ توماس مان.
- البحيرة/ رواية مترجمة/ ياسوناري كاواباتا.
- قوانين الحب الأربعون / رواية مترجمة / إليف شفق.
- فريدا ــ سيرة حياة فريدا كاهلو / هايدن هيريرا.
- هرمان هيسه/ دراسات في فنه الروائي/ ترجمة.
- خيول مرقطة وقصص أخرى / مجموعة كتاب / ترجمة.
- ترويض الخيال، حوارات مع كتاب عالميين، ترجمة.
- لا تقولوا إننا لا نملك شيئاً، رواية مترجمة، مادلين ثين.
- أمريكا، رواية مترجمة، سوزان سونتاج..[3]
- الأميرة باري / رواية مترجمة / هوانغ سوك ـــ يونغ.
- أشياء كنتُ ساكتة عنها / ترجمة / آذر نفيسي.
- جمهورية الخيال / ترجمة / آذر نفيسي.
- المطيرجي / رواية مترجمة / إيلي عمير.
- حوارات مع التاريخ والسلطة / أوريانا فالاتشي / ترجمة.
- الطيور الحُمر/ رواية مترجمة / محمد حنيف.
- أمس واليوم وغداً ــ مذكرات صوفيا لورين / ترجمة.
- نادني الأمريكي ـــ مذكرات عبدي نور إفتين / ترجمة.
- طقوس فارسية ـــ سووشون / رواية مترجمة / سيمين دانشور.
- في ضوء ما نعرفه / رواية مترجمة / ضياء حيدر رحمن.
- راوي مراكش / رواية مترجمة / جويديب روي ــ باتاجاريا.
- قبل أن نزور الإلهة / رواية مترجمة / شيترا بانرجي ديفا كاروني.
- جنرالات صدام / وجهات نظر عن الحرب العراقية ـــ الإيرانية / ترجمة.
- فنان الاختفاء / ثلاث روايات قصيرة مترجمة / أنيتا ديساي.
- أشرطة تسجيل صدام / كيفن أم. وودز وآخرون / ترجمة.
- عيون العدو / قصص قصيرة مترجمة.
- قابيل/ رواية مترجمة / جوزيه ساراماغو.
- العمى / رواية مترجمة / جوزيه ساراماغو.
- في أمريكا (رواية) تأليف: سوزان سونتاج. 2019.